# Medina (Minas Gerais)
Medina est une municipalité brésilienne de l'État du Minas Gerais et la microrégion de Pedra Azul.